# Ансі (озеро)
Ансі (фр. Lac d'Annecy) — озеро у Франції, розташоване у Верхній Савої. Друге за величиною озеро у Франції, після Лак-дю-Бурже. Розміри озера: 14,6 на 3,2 км. Максимальна глибина становить 82 м. Відоме серед любителів водних видів спорту та розваг на воді.
Озеро утворилося близько 18 000 років тому в період танення великих альпійських льодовиків.
Зі сходу озеро оточує гірський масив Де Борн з вершинами Турнетт — 2351 метр, Данде Ланфон, Вейр і гора Барон. Із заходу знаходиться масив Бож (вершини Семноз і Рок де Беа), з півночі — гірські формування Ансі і з півдня долина, що веде в бік Фаверж.
При переповненні озера Ансі водою надлишки її виливаються в річку Тіу, яка живить річку Ф’єр в 1 500 м на північний схід від озера. Сама Ф’єр впадає в Рону.

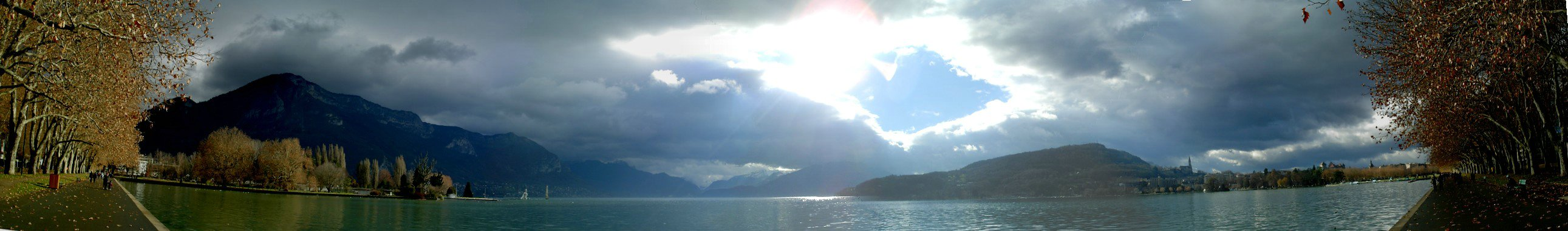
Озеро Ансі